# Consulta popular de revocatoria de Perú de 2025
La consulta popular de revocatoria de Perú de 2025 se llevaron a cabo el domingo 8 de junio de 2025 en cuatro distritos del Perú, para decidir la continuidad de las autoridades elegidas en las elecciones subnacionales de 2022. Fueron convocadas por el pleno del Jurado Nacional de Elecciones mediante Resolución N.º 0102-2025-JNE (10 de marzo de 2025).

## Sistema electoral

### Revocatoria del mandato
La revocatoria de autoridades en el Perú es un derecho de control ciudadano que permite a la población evaluar la continuidad de sus autoridades subnacionales elegidas por votación popular. Para iniciar el proceso, se requiere el respaldo de al menos el 25% de los electores inscritos en la jurisdicción correspondiente.
Las firmas de los ciudadanos son verificadas por el Registro Nacional de Identificación y Estado Civil. Una vez cumplido este requisito, la consulta popular se programa para realizarse el segundo domingo de junio del tercer año del mandato de la autoridad sometida a revocatoria.
La revocatoria es aprobada si la participación es de al menos el 50% de los electores hábiles del padrón electoral y que los votos a favor de la destitución superen la mitad más uno de los votos válidos. Si se aprueba la revocatoria, el Jurado Nacional de Elecciones entrega las credenciales al sucesor legal, quien completa el período de gobierno restante.

### Circunscripciones sometidas a revocatoria
La consulta popular de revocatoria de Perú de 2025 se llevará a cabo en las siguientes circunscripciones:
- Distrito de Boquerón (provincia de Padre Abad, departamento de Ucayali).
- Distrito de Huamalí (provincia de Jauja, departamento de Junín).
- Distrito de Huayana (provincia de Andahuaylas, departamento de Apurímac).
- Distrito de Julcamarca (provincia de Angaraes, departamento de Huancavelica).

## Calendario
Las fechas clave se enumeran a continuación:
- 2024:
  - 3 de junio: Inicio de adquisición de kits electorales.
  - 8 de junio: Cierre del padrón electoral.
  - 26 de septiembre: Fecha límite de adquisición de kits electorales.
  - 11 de octubre: Fecha límite de recepción de solicitudes de verificación de firmas.
  - 21 de noviembre: Fecha límite para presentar solicitudes de revocatoria.
  - 25 de noviembre: Remisión de lista del padrón inicial al Jurado Nacional de Elecciones.
  - 21 de diciembre: Fecha límite para resolver solicitudes de revocatoria.

- 2025:
  - 5-9 de febrero: Publicación de la lista del padrón preliminar.
  - 10 de marzo: Convocatoria a consulta popular de revocatoria.
  - 11 de marzo: Remisión del padrón preliminar.
  - 21 de marzo: Fecha límite de aprobación del padrón electoral.
  - 30 de marzo: Sorteo de miembros de mesa.
  - 8 de junio: Consulta popular de revocatoria de Perú

## Resultados

### Distrito de Boquerón
| Autoridad electa                                     | Cargo    | Partido | Partido | Voto popular | Voto popular | Voto popular | Voto popular | Voto popular | Voto popular | Voto popular | Voto popular |
| Autoridad electa                                     | Cargo    | Partido | Partido |              |              |              |              | Blanco       | Blanco       | Nulo         | Nulo         |
| Autoridad electa                                     | Cargo    | Partido | Partido | Votos        | %            | Votos        | %            | Votos        | %            | Votos        | %            |
| ---------------------------------------------------- | -------- | ------- | ------- | ------------ | ------------ | ------------ | ------------ | ------------ | ------------ | ------------ | ------------ |
| Alex Cabello Corne                                   | Alcalde  |         | APP     |              |              |              |              |              |              |              |              |
| Wilder Aquino Orbezo                                 | Regidor  |         | APP     |              |              |              |              |              |              |              |              |
| Sonia Mendoza Velásquez                              | Regidora |         | APP     |              |              |              |              |              |              |              |              |
| Antonio Flores Infantes                              | Regidor  |         | APP     |              |              |              |              |              |              |              |              |
| Tabita Guerrero Silva                                | Regidora |         | APP     |              |              |              |              |              |              |              |              |
| Leidy Castre Aguirre                                 | Regidora |         | TSU     |              |              |              |              |              |              |              |              |
| Votantes registrados: Votos emitidos: Participación: |          |         |         |              |              |              |              |              |              |              |              |

### Distrito de Huamalí
| Autoridad electa                                     | Cargo    | Partido | Partido | Voto popular | Voto popular | Voto popular | Voto popular | Voto popular | Voto popular | Voto popular | Voto popular |
| Autoridad electa                                     | Cargo    | Partido | Partido |              |              |              |              | Blanco       | Blanco       | Nulo         | Nulo         |
| Autoridad electa                                     | Cargo    | Partido | Partido | Votos        | %            | Votos        | %            | Votos        | %            | Votos        | %            |
| ---------------------------------------------------- | -------- | ------- | ------- | ------------ | ------------ | ------------ | ------------ | ------------ | ------------ | ------------ | ------------ |
| Pedro Torre Ccoycca                                  | Alcalde  |         | FE      |              |              |              |              |              |              |              |              |
| Fila Quispe Urpe                                     | Regidora |         | FE      |              |              |              |              |              |              |              |              |
| Pelayo Calderón Coronado                             | Regidor  |         | FE      |              |              |              |              |              |              |              |              |
| Gladys Urpi Chipana                                  | Regidora |         | FE      |              |              |              |              |              |              |              |              |
| Rolando Urpe Pedraza                                 | Regidor  |         | FE      |              |              |              |              |              |              |              |              |
| Venturana Calderón Mayhuire                          | Regidora |         | APP     |              |              |              |              |              |              |              |              |
| Votantes registrados: Votos emitidos: Participación: |          |         |         |              |              |              |              |              |              |              |              |

### Distrito de Huayana
| Autoridad electa                                     | Cargo    | Partido | Partido | Voto popular | Voto popular | Voto popular | Voto popular | Voto popular | Voto popular | Voto popular | Voto popular |
| Autoridad electa                                     | Cargo    | Partido | Partido |              |              |              |              | Blanco       | Blanco       | Nulo         | Nulo         |
| Autoridad electa                                     | Cargo    | Partido | Partido | Votos        | %            | Votos        | %            | Votos        | %            | Votos        | %            |
| ---------------------------------------------------- | -------- | ------- | ------- | ------------ | ------------ | ------------ | ------------ | ------------ | ------------ | ------------ | ------------ |
| Marcelo Rosales Egoavil                              | Alcalde  |         | SyS     |              |              |              |              |              |              |              |              |
| Carmen Carhuavilca Cano                              | Regidora |         | SyS     |              |              |              |              |              |              |              |              |
| Wilder Pariona Ramos                                 | Regidor  |         | SyS     |              |              |              |              |              |              |              |              |
| Nayeli Concha Espinoza                               | Regidora |         | SyS     |              |              |              |              |              |              |              |              |
| Kevin Yaulilahua Pérez                               | Regidor  |         | SyS     |              |              |              |              |              |              |              |              |
| Ana Lino Carlos                                      | Regidora |         | JUS     |              |              |              |              |              |              |              |              |
| Votantes registrados: Votos emitidos: Participación: |          |         |         |              |              |              |              |              |              |              |              |

### Distrito de Julcamarca
| Autoridad electa                                     | Cargo   | Partido | Partido | Voto popular | Voto popular | Voto popular | Voto popular | Voto popular | Voto popular | Voto popular | Voto popular |
| Autoridad electa                                     | Cargo   | Partido | Partido |              |              |              |              | Blanco       | Blanco       | Nulo         | Nulo         |
| Autoridad electa                                     | Cargo   | Partido | Partido | Votos        | %            | Votos        | %            | Votos        | %            | Votos        | %            |
| ---------------------------------------------------- | ------- | ------- | ------- | ------------ | ------------ | ------------ | ------------ | ------------ | ------------ | ------------ | ------------ |
| Yury Maldonado Villanueva                            | Alcalde |         | AYNI    |              |              |              |              |              |              |              |              |
| Juan Gavilán Congacha                                | Regidor |         | AYNI    |              |              |              |              |              |              |              |              |
| Votantes registrados: Votos emitidos: Participación: |         |         |         |              |              |              |              |              |              |              |              |